# Ольцаї
Ольцаї (італ. Olzai, сард. Ortzai) — муніципалітет в Італії, у регіоні Сардинія,  провінція Нуоро.
Ольцаї розташоване на відстані близько 340 км на південний захід від Рима, 110 км на північ від Кальярі, 22 км на південний захід від Нуоро.
Населення — 887 осіб (2014).
Щорічний фестиваль відбувається 24 червня. Покровитель — святий Іван Хреститель.

## Демографія
Населення за роками:

Станом на 1 січня 2023 року в муніципалітеті офіційно проживали 34 іноземці з 6 країн, серед них 23 громадяни країн Євросоюзу та 1 громадянин України.

## Сусідні муніципалітети
- Аустіс
- Нугеду-Санта-Вітторія
- Оллолаї
- Оттана
- Саруле
- Седіло
- Сорраділе
- Теті